# Бізяєв Всеволод Іванович
Всеволод Іванович Бізяєв (нар. 13 жовтня 1929, місто Тара, тепер Тарського району Омської області, Російська Федерація — ?) — український радянський діяч, новатор виробництва, машиніст екскаватора Роздольського гірничохімічного комбінату Львівської області. Член ЦК КПУ в 1966—1981 роках.

## Біографія
До 1955 року працював екскаваторником на будівництві Волго-Донського каналу у Ростовській області РРФСР.
У 1955 році направлений працювати екскаваторником на розробку сірчаних покладів і будівництво Роздольського гірничохімічного комбінату Львівської області. Разом з інженерами «Уралмашу» та слюсарями-монтажниками склав крокуючий екскаватор «ЭШ-14/75» та очолив бригаду екскаваторників Роздольського гірничохімічного комбінату.
Член КПРС з 1959 року.
У 1960 році бригаді Всеволода Бізяєва першій в Новім Роздолі було присвоєно звання колективу комуністичної праці, а бригадиру — звання «майстер — золоті руки». Учнем Бізяєва став Наконечний Михайло Олексійович, Герой Соціалістичної Праці.
У 1966 році заочно закінчив Львівський технікум гідромеліорації і електрифікації сільського господарства.
З середини 1970-х років — механік Роздольського рудника виробничого об'єднання «Сірка» міста Нового Роздолу Львівської області.
Потім — на пенсії у місті Новому Роздолі Львівської області.

## Нагороди
- орден Леніна (16.10.1963)
- орден Жовтневої Революції (1971)
- ордени
- медалі
- значок «Відмінник соціалістичного змагання Української РСР»